# Dreno torácico

O dreno torácico consiste num tubo que é inserido no tórax  para drenagem de gases (pneumotórax, pneumomediastino) ou secreções (derrame pleural, empiema pleural, etc). Pode ser colocado no pós-operatório de uma cirurgia torácica ou cardíaca, ou para resolver complicações de um traumatismo ou enfisema.
A cavidade torácica, em particular o espaço pleural, tem pressão negativa em relação à pressão atmosférica. Ao ser introduzido um dreno torácico, este deve ser conectado a um sistema coletor de drenagem pleural ou mediastinal de modo a garantir a hermeticidade da cavidade torácica.

## Características
O dreno torácico tubular multiperfurado é um tubo plástico macio que possui um filamento radiopaco por toda a extensão. A ponta é arredondada para minimizar o traumatismo. Cada dreno torácico tubular possui um diâmetro conforme a numeração em escala French, geralmente com calibre maior que 10 Fr até 38 Fr, e comprimento de 40 a 50cm.
A flexibilidade do material plástico varia de 65 a 75 de dureza Shore, de modo a permitir além da drenagem necessária, também o conforto ao paciente.
No passado, a borracha natural de látex foi amplamente usada para a confecção de tubos para o uso em cirurgia. Atualmente, os tubos e dreno torácico são confeccionados com novos materiais plásticos, como:
- cloreto de polivinila (PVC)
- silicone
- poliuretano

## Utilização

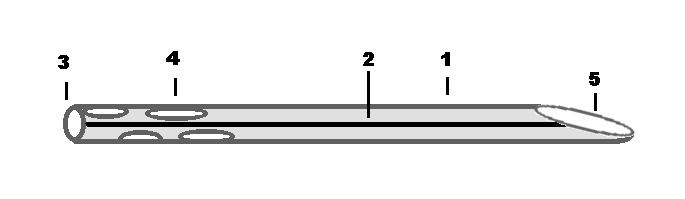
O dreno torácico tubular multiperfurado é um tubo plástico macio (1), possui um filamento radiopaco por toda a extensão (2), ponta arredondada atraumática (3) com vários orifícios laterais (4) e extremidade chanfrada distal (5).

O diâmetro do dreno torácico tubular a ser utilizado é verificado, e após os procedimentos para assepsia, o dreno torácico tubular é instalado na região a ser drenada conforme técnica cirúrgica específica, seguindo as normas cirúrgicas e hospitalares.
O dreno torácico tubular é mantido pinçado na sua extremidade externa antes de introduzi-lo, e o posicionamento do último orifício do dreno deve posicionado no espaço pleural. Após o posicionamento, o dreno é ligado a um tubo de drenagem com um conector tubular e fixado com ponto cirúrgico. Uma radiografia pode ser feita para avaliar o posicionamento.

## Modelos de drenos tubulares
Diversos modelos de dreno adquiriram o epônimo dos idealizadores.

- dreno de Nelaton. De Auguste Nélaton (1807-1873)
- dreno de Malecot
- dreno de Pezzer
- dreno de Blake
- dreno de Francisco Teodoro Nobre -Walter Junior (balão insuflatório)

.

## Artigos relacionados
- Sistema coletor de drenagem pleural ou mediastinal
- Sistema de aspiração contínua
- Conector tubular